# Dominion III
Статью о британской группе Dominion см. Dominion (группа).
Dominion III — австрийский коллектив, исполняющий музыку в стиле индастриал. Группа была основана в 1998 году.

## История группы
Группа была создана Тареном (ориг. Tharen) (настоящее имя неизвестно) в 1998 году, вскоре после того, как его другая группа, Dargaard, выпустила свой дебютный альбом. «Dominion III» (также пишется как «Dominion³», но такое написание больше не используется) была создана для выпуска более тяжелой индастриал-музыки, выражающей его чувства. Как и в случае с «Dargaard», в качестве вокалистки участвует Элизабет Торизер.
Тарен создал жанр «апокалиптично-электронная музыка» (ориг. apocalyptic electronic music), выпустив свой дебютный альбом «The Hand and the Sword» (с англ. «Рука и меч»). Музыка весьма экспрессивная и тяжелая, использующая довольно темные и злые темы. Музыка Тарена частно демонстрирует эту свою особенность, получив её в наследство из ранее использовавшегося блэк-метала. Группа заключила контракт с лейблом Napalm Records, который занимался и всеми другими проектами Тарена.
Второй альбом вышел спустя два года после «The Hand and the Sword» и получил название «Life Has Ended Here» (с анг. «Жизнь заканчивается здесь»). Музыка стала склонной к индастриалу, причем в звучании стали более активно использоваться гитары. Это произошло благодаря присоединению к проекту Йорга Ланца, игравший в составе блэк-метал-группы Тарена под названием «Amestigon». Музыка продолжила демонстрировать свою агрессивную природу наряду с весьма мрачными звуковыми элементами.
Тарен заявил о желании перевести «Dominion III» на другой лейбл, более ориентированный на индастриал-музыку. В 2006 году «Dominion III» ушел с «Napalm Records», но никаких новостей от группы с тех пор больше не поступало.

## Состав
- Тарен — композитор, все инструменты, вокал
- Элизабет Торизер — весь женский вокал
- Йорг Ланц — гитара и бас-гитара (на альбоме «Life Has Ended Here»)

## Дискография
- The Hand and the Sword (CD, 2000)
- Life Has Ended Here (CD, 2002)